# Максимовщина (Максимовское муниципальное образование)
Макси́мовщина — село в Иркутском районе Иркутской области России. Административный центр Максимовского муниципального образования.

## География
Село расположено примерно в 10 км к западу от районного центра города Иркутск.

## Население
| 2002  | 2010  | 2011  | 2012  | 2013  | 2015  | 2016  |
| ----- | ----- | ----- | ----- | ----- | ----- | ----- |
| 1125  | ↗1682 | ↗1694 | ↗1737 | ↗1746 | ↗1881 | ↗2013 |
| 2017  | 2021  |       |       |       |       |       |
| ↗2149 | ↗4232 |       |       |       |       |       |

### Половой состав
По данным Всероссийской переписи, в 2010 году в селе проживали 1682 человека (823 мужчины и 859 женщин).